# Premi Azorín
El Premi Azorín de novel·la es va iniciar el 1994, convocat per la Diputació d'Alacant.
La Diputació d'Alacant i Editorial Planeta van arribar a un acord amb l'ànim de potenciar aquest premi que tradicionalment atorgava la institució pública. En l'acord entre ambdues entitats, signat al març de 1994, es va fixar com primer objectiu d'aquesta nova etapa del guardó situar-lo entre els premis de major importància de parla hispana.
S'atorga a novel·les originals i inèdites en castellà. La dotació del premi es va fixar en deu milions de pessetes i la primera edició celebrada en col·laboració entre les dues entitats va arribar un alt nivell de participació, amb 135 novel·les presentades. L'èxit de convocatòria des de llavors ha anat en augment i el premi en metàl·lic és de 68.000 € en l'edició del 2007.

## Guardonats
| Any  | Estat    | Obra                             | Autor                      |
| 1994 | Espanya  | La novela de Pepe Ansúrez        | Gonzalo Torrente Ballester |
| 1995 | Espanya  | El burdel de Lord Byron          | Luis Antonio de Villena    |
| 1996 | Espanya  | La cárcel del amor               | Luis Racionero             |
| 1997 | Espanya  | El último banquete               | Jesús Ferrero              |
| 1998 | Cuba     | El hombre, la hembra y el hambre | Daína Chaviano             |
| 1999 | Espanya  | Bajarás al reino de la tierra    | José Luis Ferris           |
| 2000 | Espanya  | Cielos de barro                  | Dulce Chacón               |
| 2001 | Espanya  | El secreto de la lejía           | Luisa Castro               |
| 2002 | Espanya  | La muerte blanca                 | Eugenia Rico               |
| 2003 | Espanya  | Dios se ha ido                   | Javier García Sánchez      |
| 2004 | Espanya  | El secreto de Orcelis            | Manuel Mira                |
| 2005 | Colòmbia | El penúltimo sueño               | Ángela Becerra             |
| 2006 | Espanya  | La crin de Damocles              | Javier Pérez               |
| 2007 | Espanya  | La caza salvaje                  | Jon Juaristi               |
| 2008 | Espanya  | Pólvora negra                    | Montero Glez               |
| 2009 | Espanya  | El arte de perder                | Lola Beccaria              |
| 2010 | Espanya  | El amor del rey                  | Begoña Aranguren Gárate    |
| 2011 | Espanya  | Indian express                   | Pepa Roma                  |
| 2012 | Espanya  | Capricho                         | Almudena de Arteaga        |
| 2013 | Cuba     | La mujer que llora               | Zoé Valdés                 |
| 2014 | Espanya  | Hotel Paradiso                   | Ramón Pernas               |
| 2015 | Espanya  | Sus ojos en mí                   | Fernando González Delgado  |
| 2016 | Espanya  | Dispara a la Luna                | Reyes Calderón             |
| 2017 | Espanya  | Llamadme Alejandra               | Espido Freire              |
| 2018 | Espanya  | Quiéreme siempre                 | Núria Gago                 |